# Faith Brook
Faith Brook (Iorque, 16 de fevereiro de 1922 – Londres, 11 de março de 2012) foi uma atriz inglesa, que atuou no palco, no cinema e televisão.
Nascida em Iorque, seu pai foi Clive Brook e seu irmão Lyndon Brook, ambos foram atores. Sua primeira aparição no cinema creditada foi Jungle Book em 1942. Ela atuou no palco em The Colour of Poppies e Tio Vânia em 2008.
Brook foi apoiante da Associação Humanista Britânica (British Humanist Association).

## Filmografia parcial
- Jungle Book (1942)
- Wicked As They Come (1956)
- The Intimate Stranger (1956)
- Across the Bridge (1957)
- Chase a Crooked Shadow (1958)
- The 39 Steps (1959)
- The Heroes of Telemark (1965)
- To Sir, with Love (1967)
- The Smashing Bird I Used to Know (1969)
- Walk a Crooked Path (1969)
- War and Peace (1972, BBC TV)
- North Sea Hijack (1979)
- The Curse of King Tut's Tomb (1980)
- The Sea Wolves (1980)
- Eye of the Needle (1981)
- The Razor's Edge (1984)[5]
- Miss Beatty's Children (1992)